# Presbistus
Presbistus is een geslacht van wandelende takken uit de familie Aschiphasmatidae. De wetenschappelijke naam van dit geslacht is voor het eerst voorgesteld door William Forsell Kirby in een publicatie uit 1896. De soorten van dit geslacht komen in India en Zuidoost-Azië voor.

## Soorten
Het geslacht Presbistus omvat de volgende soorten:
- Presbistus affinis (Haan, 1842)
- Presbistus appendiculatus Bragg, 2001
- Presbistus asymmetricus Giglio-Tos, 1910
- Presbistus crudelis (Westwood, 1859)
- Presbistus flavicornis (Haan, 1842)
- Presbistus infumatus (Charpentier, 1845)
- Presbistus marshallae Bragg, 2001
- Presbistus muka Kamtanom & Bresseel, 2024
- Presbistus peleus (Gray, 1835)
- Presbistus vitivorus Bresseel & Constant, 2022